# Caballeros de Montevideo

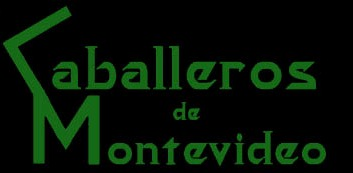
Logo de Caballeros de Montevideo

Caballeros de Montevideo es una organización sin fines de lucro uruguaya dedicada a organizar eventos con la finalidad de promover los juegos de rol y recaudar donaciones con fines humanitarios. 
Fundada en 2002, realiza como mínimo tres eventos al año, además de participar en eventos de fandom de otras organizaciones.